# Fotbal Club Sheriff Tiraspol 2019
Questa voce raccoglie le informazioni riguardanti lo Sheriff Tiraspol nelle competizioni ufficiali della stagione 2019.

## Maglie e sponsor
Il fornitore tecnico per la stagione 2019 è Adidas. Lo sponsor di maglia è IDC.
| 1ª divisa | 2ª divisa |

## Rosa
| N. |                         | Ruolo | Calciatore         |
| -- | ----------------------- | ----- | ------------------ |
| 1  | Moldavia (bandiera)     | P     | Dumitru Celeadnic  |
| 3  | Croazia (bandiera)      | D     | Mateo Mužek        |
| 4  | Slovenia (bandiera)     | D     | Matej Palčič       |
| 6  | Polonia (bandiera)      | D     | Jarosław Jach      |
| 6  | Moldavia (bandiera)     | C     | Denis Macalici     |
| 7  | Ucraina (bandiera)      | C     | Andrij Blizničenko |
| 8  | Moldavia (bandiera)     | C     | Mihail Ghecev      |
| 9  | Danimarca (bandiera)    | A     | Patrick Pedersen   |
| 10 | Spagna (bandiera)       | C     | José Ángel Jurado  |
| 14 | Burkina Faso (bandiera) | C     | Wilfried Balima    |
| 15 | Brasile (bandiera)      | C     | Cristiano          |
| 16 | Polonia (bandiera)      | C     | Ariel Borysiuk     |
| 17 | Moldavia (bandiera)     | D     | Alexandr Belousov  |
| 18 | Moldavia (bandiera)     | C     | Gheorghe Anton     |
| 19 | Croazia (bandiera)      | C     | Antun Palić        |
| 20 | Croazia (bandiera)      | P     | Zvonimir Mikulić   |
| 22 | Moldavia (bandiera)     | D     | Vadim Dijinari     |

| N. |                                 | Ruolo | Calciatore                  |
| -- | ------------------------------- | ----- | --------------------------- |
| 23 | Serbia (bandiera)               | D     | Vladimir Kovačević          |
| 23 | Ucraina (bandiera)              | C     | Artem Hordijenko            |
| 24 | Moldavia (bandiera)             | A     | Evgheni Berco               |
| 27 | Albania (bandiera)              | C     | Liridon Latifi              |
| 29 | Camerun (bandiera)              | A     | Robert Ndip Tambe           |
| 32 | Moldavia (bandiera)             | A     | Evgheni Oancea              |
| 32 | Moldavia (bandiera)             | C     | Nichita Holodov             |
| 33 | Moldavia (bandiera)             | P     | Serghei Pașcenco            |
| 44 | Croazia (bandiera)              | C     | Andrej Lukić                |
| 55 | Bosnia ed Erzegovina (bandiera) | D     | Mateo Sušić                 |
| 70 | Brasile (bandiera)              | A     | Leandro Ribeiro             |
| 76 | Croazia (bandiera)              | A     | Gabrijel Boban              |
| 77 | Bielorussia (bandiera)          | C     | Juryj Kendyš                |
| 90 | Moldavia (bandiera)             | D     | Veaceslav Posmac (capitano) |
| 91 | Senegal (bandiera)              | D     | Ousmane N'Diaye             |
| 98 | Moldavia (bandiera)             | A     | Maxim Cojocaru              |

## Calciomercato

### Sessione invernale
| Acquisti         | Acquisti           | Acquisti          | Acquisti                |
| R.               | Nome               | da                | Modalità                |
| ---------------- | ------------------ | ----------------- | ----------------------- |
| P                | Dumitru Celeadnic  | Petrocub Hîncești | svincolato              |
| D                | Jarosław Jach      | Crystal Palace    | prestito                |
| C                | José Ángel Jurado  | Bodø/Glimt        | prestito                |
| C                | Andrij Blizničenko |                   | svincolato              |
| C                | Maxim Cojocaru     | Petrocub Hîncești | svincolato              |
| C                | Mihail Ghecev      | Sfîntul Gheorghe  | definitivo              |
| A                | Patrick Pedersen   | Valur             | definitivo (0,12 mln €) |
| A                | Leandro Ribeiro    | Dila Gori         | definitivo (0,2 mln €)  |
| A                | Robert Ndip Tambe  | CFR Cluj          | prestito                |
| Altre operazioni |                    |                   |                         |
| R.               | Nome               | da                | Modalità                |
| D                | Artiom Rozgoniuc   | Sfîntul Gheorghe  | fine prestito           |
| C                | Jessie Guera Djou  | Petrocub Hîncești | fine prestito           |
| A                | Eugeniu Rebenja    | Dinamo-Auto       | fine prestito           |
| A                | Ivan Urvanțev      | Sfîntul Gheorghe  | fine prestito           |

| Cessioni         | Cessioni          | Cessioni         | Cessioni      |
| R.               | Nome              | a                | Modalità      |
| ---------------- | ----------------- | ---------------- | ------------- |
| P                | Nicolai Cebotari  | Sfîntul Gheorghe | prestito      |
| D                | Ante Kulušić      | Ankaragücü       | svincolato    |
| D                | Petru Racu        | Neftçi Baku      | svincolato    |
| C                | Ziguy Badibanga   | Ordabasy         | definitivo    |
| C                | Jeremy de Nooijer | Sūduva           | definitivo    |
| C                | Joálisson         | Ventspils        | svincolato    |
| C                | Rifet Kapić       | Grasshoppers     | fine prestito |
| C                | Gerson Rodrigues  | Júbilo Iwata     | definitivo    |
| A                | Alexandru Boiciuc | Vejle            | fine prestito |
| A                | Andrei Cobeț      | Dinamo-Auto      | svincolato    |
| A                | Abdoul Gafar      |                  | svincolato    |
| A                | Alhaji Kamara     | Vendsyssel       | svincolato    |
| Altre operazioni |                   |                  |               |
| R.               | Nome              | a                | Modalità      |
| P                | Maxim Bardîș      | Dinamo-Auto      | svincolato    |
| D                | Artiom Rozgoniuc  | Sfîntul Gheorghe | prestito      |
| D                | Ivan Voropai      | Dinamo-Auto      | svincolato    |
| C                | Artiom Bilinschii | Dinamo-Auto      | svincolato    |
| C                | Jessie Guera Djou |                  | svincolato    |
| C                | Vsevolod Nihaev   | Dinamo-Auto      | svincolato    |
| A                | Eugeniu Rebenja   | Dinamo-Auto      | definitivo    |
| A                | Ivan Urvanțev     | Dinamo-Auto      | svincolato    |

### Sessione estiva
| Acquisti         | Acquisti         | Acquisti        | Acquisti   |
| R.               | Nome             | da              | Modalità   |
| ---------------- | ---------------- | --------------- | ---------- |
| D                | Andrej Lukić     | Braga           | definitivo |
| D                | Mateo Mužek      | St. Mirren      | svincolato |
| D                | Ousmane N'Diaye  | Ankaraspor      | definitivo |
| D                | Matej Palčič     | Wisła Cracovia  | svincolato |
| C                | Ariel Borysiuk   | Lechia Danzica  | svincolato |
| C                | Artem Hordijenko | Zorja           | svincolato |
| C                | Liridon Latifi   | Puskás Akadémia | svincolato |
| A                | Gabrijel Boban   | Osijek          | definitivo |
| Altre operazioni |                  |                 |            |
| R.               | Nome             | da              | Modalità   |
| D                | Valeriu Gaiu     | Real Succes     | definitivo |

| Cessioni         | Cessioni           | Cessioni       | Cessioni      |
| R.               | Nome               | a              | Modalità      |
| ---------------- | ------------------ | -------------- | ------------- |
| D                | Jarosław Jach      | Crystal Palace | fine prestito |
| D                | Vladimir Kovačević | Kortrijk       | fine prestito |
| D                | Mateo Sušić        | CFR Cluj       | definitivo    |
| C                | José Ángel Jurado  | Bodø/Glimt     | fine prestito |
| C                | Evgheni Oancea     |                | svincolato    |
| A                | Patrick Pedersen   | Valur          | definitivo    |
| Altre operazioni |                    |                |               |
| R.               | Nome               | da             | Modalità      |
| A                | Itallo             |                | svincolato    |

## Risultati

### Divizia Națională
| Arbitro: | Tupicica (Ialoveni) |

|                 |           |  |
| Blizničenko 82’ | Marcatori |  |

| Arbitro: | Breguța (Chișinău) |

|                                 |           |  |
| Ndip Tambe 19’, 39’ Leandro 51’ | Marcatori |  |

| Arbitro: | Ceban (Chișinău) |

|  |           |                                                      |
|  | Marcatori | 15’, 89’ Blizničenko 45’ (rig.) Jurado 78’ Kovačević |

| Arbitro: | Tean (Chișinău) |

|  |           |             |
|  | Marcatori | 17’ Plătică |

| Arbitro: | Orlic (Chișinău) |

|  |           |                                    |
|  | Marcatori | 28’ Posmac 34’ Kendyš 46’ Pedersen |

| Arbitro: | Breguța (Chișinău) |

|                       |           |              |
| Oancea 12’ Jurado 52’ | Marcatori | 42’ Mamaliga |

| Arbitro: | Ivancenco (Bălți) |

|           |           |  |
| Taras 71’ | Marcatori |  |

| Arbitro: | Tean (Chișinău) |

|  |           |                                                 |
|  | Marcatori | 45+1’ Palić 51’ Balima 79’ Pedersen 88’ Leandro |

| Arbitro: | Tean (Chișinău) |

|  |           |                                               |
|  | Marcatori | 35’, 65’ Ndip Tambe 52’ Cojocaru 87’ Pedersen |

| Arbitro: | Ceban (Chișinău) |

|                            |           |  |
| Oancea 8’, 55’ Leandro 30’ | Marcatori |  |

| Arbitro: | Stoianov (Taraclia) |

|            |           |                         |
| Ibrian 76’ | Marcatori | 11’ Kendyš 58’ Cojocaru |

| Arbitro: | Orlic (Chișinău) |

|                                                                       |           |  |
| Mazur 17’ (aut.) Kendyš 30’ Ndip Tambe 58’ Kovačević 62’ Cojocaru 74’ | Marcatori |  |

| Arbitro: | Tupicica (Ialoveni) |

|  |           |                 |
|  | Marcatori | 27’, 55’ Kendyš |

| Arbitro: | Stoianov (Taraclia) |

|                              |           |  |
| Kendyš 12’ (rig.) Balima 24’ | Marcatori |  |

| Arbitro: | Tean (Chișinău) |

|                                    |           |  |
| Posmac 17’ Kendyš 28’ Cojocaru 51’ | Marcatori |  |

| Arbitro: | Breguța (Chișinău) |

|                                 |           |  |
| Ndip Tambe 61’, 72’ Leandro 66’ | Marcatori |  |

| Arbitro: | Covtun (Tighina) |

|  |           |                               |
|  | Marcatori | 6’, 58’ Ghecev 84’ Ndip Tambe |

| Arbitro: | Tean (Chișinău) |

|                     |           |           |
| Kendyš 2’ Boban 39’ | Marcatori | 40’ Stînă |

| Arbitro: | Ivancenco (Bălți) |

|                         |           |                 |
| Belousov 10’ Kendyš 35’ | Marcatori | 55’ Mandrîcenco |

| Arbitro: | Breguța (Chișinău) |

|                       |           |  |
| Kendyš 65’ Balima 79’ | Marcatori |  |

| Hîncești 14 settembre 2019, ore 19:00 EEST 21ª giornata | Petrocub Hîncești   | 0 – 0 referto | Sheriff Tiraspol | Stadio municipale (500 spett.)\| Arbitro: \| Tupicica (Ialoveni) \| |
| Arbitro:                                                | Tupicica (Ialoveni) |               |                  |                                                                     |

| Orhei 21 settembre 2019, ore 19:00 EEST 22ª giornata | Speranța Nisporeni | 0 – 0 referto | Sheriff Tiraspol | CSR Orhei (100 spett.)\| Arbitro: \| Tean (Chișinău) \| |
| Arbitro:                                             | Tean (Chișinău)    |               |                  |                                                         |

| Arbitro: | Stoianov (Taraclia) |

|           |           |                 |
| Pîslă 67’ | Marcatori | 27’, 84’ Kendyš |

| Arbitro: | Covtun (Tighina) |

|                |           |  |
| Lukić 35’, 41’ | Marcatori |  |

| Arbitro: | Banari (Căușeni) |

|            |           |            |
| Bogdan 38’ | Marcatori | 49’ Latifi |

| Arbitro: | Cojocaru (Chișinău) |

|  |           |           |
|  | Marcatori | 79’ Lukić |

| Arbitro: | Bilea (Cahul) |

|  |           |                                        |
|  | Marcatori | 29’ Kendyš 34’ Dijinari 87’ Ndip Tambe |

| Arbitro: | Tean (Chișinău) |

|              |           |           |
| Borysiuk 69’ | Marcatori | 7’ Țurcan |

### Coppa di Moldavia 2018-2019
| Arbitro: | Tupicica (Ialoveni) |

|                     |           |  |
| Ndip Tambe 79’, 84’ | Marcatori |  |

| Orhei 8 maggio 2019, ore 18:00 EEST Semifinale - Ritorno | Milsami Orhei     | 0 – 0 referto | Sheriff Tiraspol | CSR Orhei (960 spett.)\| Arbitro: \| Ivancenco (Bălți) \| |
| Arbitro:                                                 | Ivancenco (Bălți) |               |                  |                                                           |

| Arbitro: | Kovács |

|             |           |  |
| Leandro 92’ | Marcatori |  |

### Coppa di Moldavia 2019-2020
| Arbitro: | Orlic (Chișinău) |

| |           |  |
| Anton 20’ Ndip Tambe 24’, 79’ Leandro 39’ Palić 44’ Jach 54’ Pedersen 63’, 70’ Dijinari 68’ Ghecev 72’, 73’, 87’ | Marcatori |  |

| Arbitro: | Diordiev (Tighina) |

|  |           | |
|  | Marcatori | 5’, 58’, 78’ Latifi 7’, 12’ Ndip Tambe 20’ Hordijenko 35’ (rig.), 52’, 69’ (rig.), 89’ Kendyš 42’, 49’ Boban 59’, 84’ Leandro 88’ Jurado |

| Arbitro: | Diordiev (Tighina) |

|           |           |  |
| Boban 79’ | Marcatori |  |

| Arbitro: | Sidenco (Bălți) |

|  |           |                                                     |
|  | Marcatori | 24’, 90+2’ Kendyš 28’ Boban 39’ N'Diaye 66’ Leandro |

### Champions League
| Arbitro: | Griffith |

|  |           |                                         |
|  | Marcatori | 30’ Rolović 67’ Kokhreidze 71’ Kakubava |

| Arbitro: | Orel |

|             |           |                                                   |
| Rolović 59’ | Marcatori | 3’ Latifi 8’ (aut.) Margvelashvili 10’ Ndip Tambe |

### Europa League

#### Secondo turno preliminare
| Arbitro: | Levnikov |

|  |           |                |
|  | Marcatori | 24’ Ndip Tambe |

| Arbitro: | Pajač |

|             |           |           |
| N'Diaye 63’ | Marcatori | 29’ Asani |

#### Terzo turno preliminare
| Arbitro: | Clancy |

|                   |           |                                 |
| Kendyš 56’ (rig.) | Marcatori | 12’ (aut.) Lukić 14’ Sigþórsson |

| Arbitro: | Reinshreiber |

|            |           |           |
| Bahoui 61’ | Marcatori | 87’ Boban |

### Supercoppa di Moldavia
| Arbitro: | Tean (Chișinău) |

|                                            |                      |                                     |
| Oancea Pedersen Ndip Tambe Anton Cristiano | Tiri di rigore 4 – 5 | Bolohan Crăciun Onica Andronic Mîțu |

## Statistiche

### Statistiche di squadra
| Competizione           | Punti | In casa | In casa | In casa | In casa | In casa | In casa | In trasferta | In trasferta | In trasferta | In trasferta | In trasferta | In trasferta | Totale | Totale | Totale | Totale | Totale | Totale | DR  |
| Competizione           | Punti | G       | V       | N       | P       | Gf      | Gs      | G            | V            | N            | P            | Gf           | Gs           | G      | V      | N      | P      | Gf     | Gs     | DR  |
| ---------------------- | ----- | ------- | ------- | ------- | ------- | ------- | ------- | ------------ | ------------ | ------------ | ------------ | ------------ | ------------ | ------ | ------ | ------ | ------ | ------ | ------ | --- |
| Divizia Națională      | 70    | 14      | 12      | 1       | 1       | 31      | 5       | 14           | 10           | 3            | 1            | 29           | 4            | 28     | 22     | 4      | 2      | 60     | 9      | +51 |
| Coppa di Moldavia      | -     | 3       | 3       | 0       | 0       | 15      | 0       | 4            | 3            | 1            | 0            | 21           | 0            | 7      | 6      | 1      | 0      | 36     | 0      | +36 |
| Champions League       | -     | 1       | 0       | 0       | 1       | 0       | 3       | 1            | 1            | 0            | 0            | 3            | 1            | 2      | 1      | 0      | 1      | 3      | 4      | -1  |
| Europa League          | -     | 2       | 0       | 1       | 1       | 2       | 3       | 2            | 1            | 1            | 0            | 2            | 1            | 4      | 1      | 2      | 1      | 4      | 4      | 0   |
| Supercoppa di Moldavia | -     | 0       | 0       | 0       | 0       | 0       | 0       | 1            | 0            | 1            | 0            | 0            | 0            | 1      | 0      | 1      | 0      | 0      | 0      | 0   |
| Totale                 | 70    | 20      | 15      | 2       | 3       | 48      | 11      | 22           | 15           | 6            | 1            | 55           | 6            | 42     | 30     | 8      | 4      | 103    | 17     | +86 |

### Andamento in campionato
| Giornata  | 1 | 2 | 3 | 4 | 5 | 6 | 7 | 8 | 9 | 10 | 11 | 12 | 13 | 14 | 15 | 16 | 17 | 18 | 19 | 20 | 21 | 22 | 23 | 24 | 25 | 26 | 27 | 28 |
| --------- | - | - | - | - | - | - | - | - | - | -- | -- | -- | -- | -- | -- | -- | -- | -- | -- | -- | -- | -- | -- | -- | -- | -- | -- | -- |
| Luogo     | C | C | T | C | T | C | T | T | T | C  | T  | C  | T  | C  | C  | C  | T  | C  | C  | C  | T  | T  | T  | C  | T  | T  | T  | C  |
| Risultato | V | V | V | P | V | V | P | V | V | V  | V  | V  | V  | V  | V  | V  | V  | V  | V  | V  | N  | N  | V  | V  | N  | V  | V  | N  |
| Posizione | 3 | 1 | 1 | 2 | 2 | 1 | 1 | 1 | 1 | 1  | 1  | 1  | 1  | 1  | 1  | 1  | 1  | 1  | 1  | 1  | 1  | 1  | 1  | 1  | 1  | 1  | 1  | 1  |

Legenda:

Luogo: C = Casa; T = Trasferta. Risultato: V = Vittoria; N = Pareggio; P = Sconfitta.

### Statistiche dei giocatori
Sono in corsivo i calciatori che hanno lasciato la società a stagione in corso.
| Giocatore      | Divizia Națională | Divizia Națională | Divizia Națională | Divizia Națională | Coppa di Moldavia + Supercoppa di Moldavia | Coppa di Moldavia + Supercoppa di Moldavia | Coppa di Moldavia + Supercoppa di Moldavia | Coppa di Moldavia + Supercoppa di Moldavia | UEFA Champions League | UEFA Champions League | UEFA Champions League | UEFA Champions League | UEFA Europa League | UEFA Europa League | UEFA Europa League | UEFA Europa League | Totale   | Totale | Totale      | Totale     |
| Giocatore      | Presenze          | Reti              | Ammonizioni       | Espulsioni        | Presenze                                   | Reti                                       | Ammonizioni                                | Espulsioni                                 | Presenze              | Reti                  | Ammonizioni           | Espulsioni            | Presenze           | Reti               | Ammonizioni        | Espulsioni         | Presenze | Reti   | Ammonizioni | Espulsioni |
| -------------- | ----------------- | ----------------- | ----------------- | ----------------- | ------------------------------------------ | ------------------------------------------ | ------------------------------------------ | ------------------------------------------ | --------------------- | --------------------- | --------------------- | --------------------- | ------------------ | ------------------ | ------------------ | ------------------ | -------- | ------ | ----------- | ---------- |
| G. Anton       | 19                | 0                 | 3                 | 0                 | 5+1                                        | 1+0                                        | 1+0                                        | 0                                          | 2                     | 0                     | 0                     | 0                     | 3                  | 0                  | 2                  | 0                  | 30       | 1      | 6           | 0          |
| W. Balima      | 13                | 3                 | 0                 | 0                 | 3+1                                        | 0                                          | 0                                          | 0                                          | 1                     | 0                     | 0                     | 0                     | 4                  | 0                  | 2                  | 0                  | 22       | 3      | 2           | 0          |
| A. Belousov    | 22                | 1                 | 2                 | 0                 | 5+1                                        | 0                                          | 0                                          | 0                                          | 0                     | 0                     | 0                     | 0                     | 0                  | 0                  | 0                  | 0                  | 28       | 1      | 2           | 0          |
| E. Berco       | 1                 | 0                 | 0                 | 0                 | 2+0                                        | 0                                          | 0                                          | 0                                          | 0                     | 0                     | 0                     | 0                     | 0                  | 0                  | 0                  | 0                  | 3        | 0      | 0           | 0          |
| A. Blizničenko | 5                 | 3                 | 0                 | 0                 | 0                                          | 0                                          | 0                                          | 0                                          | 0                     | 0                     | 0                     | 0                     | 0                  | 0                  | 0                  | 0                  | 5        | 3      | 0           | 0          |
| G. Boban       | 8                 | 1                 | 1                 | 0                 | 3+0                                        | 4+0                                        | 0                                          | 0                                          | 2                     | 0                     | 0                     | 0                     | 4                  | 1                  | 0                  | 0                  | 17       | 6      | 1           | 0          |
| A. Borysiuk    | 10                | 1                 | 1                 | 0                 | 0                                          | 0                                          | 0                                          | 0                                          | 0                     | 0                     | 0                     | 0                     | 2                  | 0                  | 0                  | 0                  | 12       | 1      | 1           | 0          |
| D. Celeadnic   | 24                | -9                | 1                 | 0                 | 3+1                                        | -0                                         | 0                                          | 0                                          | 0                     | 0                     | 0                     | 0                     | 0                  | 0                  | 0                  | 0                  | 28       | -9     | 1           | 0          |
| M. Cojocaru    | 23                | 4                 | 3                 | 0                 | 6+1                                        | 0                                          | 0                                          | 0                                          | 0                     | 0                     | 0                     | 0                     | 3                  | 0                  | 0                  | 0                  | 33       | 4      | 3           | 0          |
| Cristiano      | 24                | 0                 | 2                 | 0                 | 4+1                                        | 0                                          | 1+1                                        | 0                                          | 2                     | 0                     | 0                     | 0                     | 4                  | 0                  | 0                  | 0                  | 35       | 0      | 4           | 0          |
| V. Dijinari    | 4                 | 1                 | 2                 | 0                 | 2+0                                        | 1+0                                        | 0                                          | 0                                          | 0                     | 0                     | 0                     | 0                     | 0                  | 0                  | 0                  | 0                  | 6        | 2      | 2           | 0          |
| M. Ghecev      | 7                 | 2                 | 4                 | 0                 | 3+0                                        | 3+0                                        | 1+0                                        | 0                                          | 0                     | 0                     | 0                     | 0                     | 0                  | 0                  | 0                  | 0                  | 10       | 5      | 5           | 0          |
| N. Holodov     | 2                 | 0                 | 0                 | 0                 | 0                                          | 0                                          | 0                                          | 0                                          | 0                     | 0                     | 0                     | 0                     | 0                  | 0                  | 0                  | 0                  | 2        | 0      | 0           | 0          |
| A. Hordijenko  | 6                 | 0                 | 0                 | 0                 | 2+0                                        | 1+0                                        | 1+0                                        | 0                                          | 2                     | 0                     | 1                     | 0                     | 4                  | 0                  | 0                  | 0                  | 14       | 1      | 2           | 0          |
| J. Jach        | 14                | 0                 | 2                 | 0                 | 3+0                                        | 1+0                                        | 0                                          | 0                                          | 2                     | 0                     | 0                     | 0                     | 4                  | 0                  | 1                  | 0                  | 23       | 1      | 3           | 0          |
| J.Á. Jurado    | 13                | 2                 | 1                 | 0                 | 4+0                                        | 1+0                                        | 0                                          | 0                                          | 1                     | 0                     | 0                     | 0                     | 0                  | 0                  | 0                  | 0                  | 18       | 3      | 1           | 0          |
| J. Kendyš      | 25                | 13                | 4                 | 0                 | 6+1                                        | 6+0                                        | 2+0                                        | 0                                          | 2                     | 0                     | 2                     | 0                     | 4                  | 1                  | 1                  | 0                  | 38       | 20     | 9           | 0          |
| V. Kovačević   | 7                 | 2                 | 0                 | 0                 | 3+1                                        | 0                                          | 0                                          | 0                                          | 0                     | 0                     | 0                     | 0                     | 0                  | 0                  | 0                  | 0                  | 11       | 2      | 0           | 0          |
| L. Latifi      | 11                | 1                 | 2                 | 0                 | 2+0                                        | 3+0                                        | 0                                          | 0                                          | 2                     | 1                     | 0                     | 0                     | 4                  | 0                  | 0                  | 0                  | 19       | 5      | 2           | 0          |
| Leandro        | 21                | 4                 | 2                 | 0                 | 7+1                                        | 5+0                                        | 0                                          | 0                                          | 1                     | 0                     | 0                     | 0                     | 0                  | 0                  | 0                  | 0                  | 30       | 9      | 2           | 0          |
| A. Lukić       | 11                | 3                 | 3                 | 0                 | 2+0                                        | 0                                          | 0                                          | 0                                          | 0                     | 0                     | 0                     | 0                     | 2                  | 0                  | 2                  | 0                  | 15       | 3      | 5           | 0          |
| D. Macalici    | 0                 | 0                 | 0                 | 0                 | 1+0                                        | 0                                          | 1+0                                        | 0                                          | 0                     | 0                     | 0                     | 0                     | 0                  | 0                  | 0                  | 0                  | 1        | 0      | 1           | 0          |
| Z. Mikulić     | 4                 | -0                | 0                 | 0                 | 2+0                                        | -0                                         | 0                                          | 0                                          | 2                     | -4                    | 0                     | 0                     | 4                  | -4                 | 0                  | 0                  | 12       | -8     | 0           | 0          |
| M. Mužek       | 9                 | 0                 | 0                 | 0                 | 0                                          | 0                                          | 0                                          | 0                                          | 1                     | 0                     | 0                     | 0                     | 4                  | 0                  | 2                  | 0                  | 14       | 0      | 2           | 0          |
| O. N'Diaye     | 13                | 0                 | 2                 | 0                 | 3+0                                        | 1+0                                        | 0                                          | 0                                          | 1                     | 0                     | 1                     | 0                     | 3                  | 1                  | 2                  | 0                  | 20       | 2      | 5           | 0          |
| R. Ndip Tambe  | 23                | 9                 | 2                 | 0                 | 5+1                                        | 6+0                                        | 0                                          | 0                                          | 2                     | 1                     | 0                     | 0                     | 4                  | 1                  | 2                  | 0                  | 35       | 17     | 4           | 0          |
| E. Oancea      | 10                | 3                 | 0                 | 0                 | 2+1                                        | 0                                          | 0                                          | 0                                          | 0                     | 0                     | 0                     | 0                     | 0                  | 0                  | 0                  | 0                  | 13       | 3      | 0           | 0          |
| M. Palčič      | 2                 | 0                 | 0                 | 0                 | 1+0                                        | 0                                          | 0                                          | 0                                          | 2                     | 0                     | 1                     | 1                     | 1                  | 0                  | 0                  | 0                  | 6        | 0      | 1           | 1          |
| A. Palić       | 12                | 1                 | 1                 | 0                 | 3+1                                        | 1+0                                        | 0+1                                        | 0                                          | 2                     | 0                     | 0                     | 0                     | 1                  | 0                  | 0                  | 0                  | 19       | 2      | 2           | 0          |
| S. Pașcenco    | 0                 | 0                 | 0                 | 0                 | 0                                          | 0                                          | 0                                          | 0                                          | 0                     | 0                     | 0                     | 0                     | 0                  | 0                  | 0                  | 0                  | 0        | 0      | 0           | 0          |
| P. Pedersen    | 15                | 3                 | 2                 | 0                 | 3+1                                        | 2+0                                        | 0                                          | 0                                          | 0                     | 0                     | 0                     | 0                     | 0                  | 0                  | 0                  | 0                  | 19       | 5      | 2           | 0          |
| V. Posmac      | 21                | 2                 | 2                 | 0                 | 7+1                                        | 0                                          | 2+0                                        | 0                                          | 1                     | 0                     | 0                     | 0                     | 1                  | 0                  | 0                  | 0                  | 31       | 2      | 4           | 0          |
| M. Sušić       | 10                | 0                 | 1                 | 0                 | 3+0                                        | 0                                          | 0                                          | 0                                          | 0                     | 0                     | 0                     | 0                     | 0                  | 0                  | 0                  | 0                  | 13       | 0      | 1           | 0          |